# Megachile rufomaculata
Megachile rufomaculata är en biart som beskrevs av Rayment 1935. Megachile rufomaculata ingår i släktet tapetserarbin, och familjen buksamlarbin. Inga underarter finns listade i Catalogue of Life.